# Niezgodna (film)
Niezgodna (ang. Divergent) – amerykański przygodowy film akcji z elementami fantastyki socjologicznej z 2014 roku, w reżyserii Neila Burgera; ekranizacja pierwszej części trylogii Veroniki Roth.

## Seria (film)
- Niezgodna.
- Zbuntowana (ang. Insurgent): 2015 r.
- Wierna (ang. Allegiant): 2016 r.

## Fabuła
W metropolii wzniesionej na ruinach Chicago idealne społeczeństwo budowane jest na zasadzie selekcji. Każdy nastolatek musi przejść test predyspozycji określający jego przynależność do jednej z pięciu grup. Jeśli nie posiada żadnej z pięciu kluczowych cech, będzie żyć na marginesie. Jeśli zaś ma więcej niż jedną z nich, jest „niezgodnym” i czeka go całkowita eliminacja. Chyba że – tak jak Beatrice – uda mu się uciec i znaleźć drogę do podziemnego świata ludzi, którzy zdecydowali się rzucić wyzwanie bezdusznemu systemowi. Beatrice musi znaleźć w sobie dość odwagi, by zaryzykować wszystko w walce o to, co kocha najbardziej.

## Produkcja
- scenariusz na podstawie powieści Veroniki Roth: Evan Daugherty i Vanessa Taylor
- zdjęcia: Alwin H. Küchler (BSC)
- montaż: Richard Francis-Bruce, Nancy Richardson
- efekty specjalne: Jim Berney
- kierownictwo muzyczne: Randall Poster
- muzyka: Junkie XL; Christian Vorlander, Dave Fleming
- kierownictwo artystyczne: Andy Nicholson
- scenografia: Michael Berzsenyi, Anne Kuljian
- kostiumy: Carlo Poggioli

## Obsada
- Shailene Woodley jako Tris
- Theo James jako Tobias „Four” Eaton
- Ashley Judd jako Natalie
- Jai Courtney jako Eric
- Ray Stevenson jako Marcus
- Zoë Kravitz jako Christina
- Miles Teller jako Peter
- Tony Goldwyn jako Andrew
- Ansel Elgort jako Caleb
- Maggie Q jako Tori
- Mekhi Phifer jako Max
- Kate Winslet jako Jeanine
- Ben Lloyd-Hughes jako Will
- Christian Madsen jako Al
- Amy Newbold jako Molly

i inni.

## Nagrody i nominacje
| Rok  | Nagroda                                               | Kategoria                       | Nominowani                       | Wynik     |  |
| ---- | ----------------------------------------------------- | ------------------------------- | -------------------------------- | --------- |  |
| 2014 | Teen Choice Awards 2014                               | Ulubiony film akcji             | Niezgodna                        | Wygrana   |  |
| 2014 | Teen Choice Awards 2014                               | Ulubiona aktorka filmu akcji    | Shailene Woodley                 | Wygrana   |  |
| 2014 | Teen Choice Awards 2014                               | Ulubiony aktor filmu akcji      | Theo James                       | Wygrana   |  |
| 2014 | Teen Choice Awards 2014                               | Przełomowa rola kinowa          | Ansel Elgort                     | Wygrana   |  |
| 2014 | Teen Choice Awards 2014                               | Przełomowa rola kinowa          | Theo James                       | Nominacja |  |
| 2014 | Teen Choice Awards 2014                               | Ulubiony czarny charakter       | Kate Winslet                     | Nominacja |  |
| 2015 | 41. ceremonia wręczenia nagród People's Choice Awards | Ulubiony film akcji             | Niezgodna                        | Wygrana   |  |
| 2015 | 41. ceremonia wręczenia nagród People's Choice Awards | Ulubiony duet filmowy           | Shailene Woodley, Theo James     | Wygrana   |  |
| 2015 | 41. ceremonia wręczenia nagród People's Choice Awards | Ulubiona aktorka w filmie akcji | Shailene Woodley                 | Nominacja |  |
| 2015 | MTV Video Music Awards 2015                           | Najlepszy bohater               | Shailene Woodley jako Tris Prior | Nominacja |  |